# Liverpool, Crosby and Southport Railway
| Waterloo Station |                      |                                              |                                              |
| Spurweite: | 1435 mm (Normalspur) |                                              |                                              |
| |                      |                                              |                                              |
| \| \| \| Southport Chapel Street \| \| \| \| Bahnstrecke Manchester and Southport Railway \| \| \| \| Southport Eastbank Street \| \| \| \| Birkdale \| \| \| \| Hillside \| \| \| \| Ainsdale \| \| \| \| Freshfield \| \| \| \| Formby \| \| \| \| Formby Power Station \| \| \| \| Altcar Rifle Range \| \| \| \| Hightown \| \| \| \| Hall Road \| \| \| \| Blundellsands & Crosby \| \| \| \| Waterloo \| \| \| \| Seaforth & Litherland \| \| \| \| North Mersey Branch \| \| \| \| Bootle New Strand \| \| \| \| Bootle Village \| \| \| \| nach Bankfield Goods \| \| \| \| Bootle Oriel Road \| \| \| \| Miller's Bridge \| \| \| \| Bank Hall \| \| \| \| Liverpool and Bury Railway \| \| \| \| nach North Dock Goods \| \| \| \| Sandhills \| \| \| \| nach Great Howard Street Goods \| \| \| \| nach Moorfields \| \| \| \| Liverpool Exchange \| |                      |                                              |                                              |
| Kopfbahnhof Streckenanfang |                      | Southport Chapel Street                      | Southport Chapel Street                      |
| Abzweig geradeaus, nach links und von links |                      | Bahnstrecke Manchester and Southport Railway | Bahnstrecke Manchester and Southport Railway |
| ehemaliger Haltepunkt / Haltestelle |                      | Southport Eastbank Street                    | Southport Eastbank Street                    |
| Haltepunkt / Haltestelle |                      | Birkdale                                     | Birkdale                                     |
| Haltepunkt / Haltestelle |                      | Hillside                                     | Hillside                                     |
| Haltepunkt / Haltestelle |                      | Ainsdale                                     | Ainsdale                                     |
| Haltepunkt / Haltestelle |                      | Freshfield                                   | Freshfield                                   |
| Haltepunkt / Haltestelle |                      | Formby                                       | Formby                                       |
| ehemaliger Haltepunkt / Haltestelle |                      | Formby Power Station                         | Formby Power Station                         |
| ehemaliger Haltepunkt / Haltestelle |                      | Altcar Rifle Range                           | Altcar Rifle Range                           |
| Haltepunkt / Haltestelle |                      | Hightown                                     | Hightown                                     |
| Haltepunkt / Haltestelle |                      | Hall Road                                    | Hall Road                                    |
| Haltepunkt / Haltestelle |                      | Blundellsands & Crosby                       | Blundellsands & Crosby                       |
| Haltepunkt / Haltestelle |                      | Waterloo                                     | Waterloo                                     |
| Haltepunkt / Haltestelle |                      | Seaforth & Litherland                        | Seaforth & Litherland                        |
| Kreuzung (Querstrecke außer Betrieb) |                      | North Mersey Branch                          | North Mersey Branch                          |
| Haltepunkt / Haltestelle |                      | Bootle New Strand                            | Bootle New Strand                            |
| ehemaliger Haltepunkt / Haltestelle |                      | Bootle Village                               | Bootle Village                               |
| Abzweig geradeaus und ehemals nach rechts |                      | nach Bankfield Goods                         | nach Bankfield Goods                         |
| Haltepunkt / Haltestelle |                      | Bootle Oriel Road                            | Bootle Oriel Road                            |
| ehemaliger Haltepunkt / Haltestelle |                      | Miller's Bridge                              | Miller's Bridge                              |
| Haltepunkt / Haltestelle |                      | Bank Hall                                    | Bank Hall                                    |
| Abzweig geradeaus und von links |                      | Liverpool and Bury Railway                   | Liverpool and Bury Railway                   |
| Abzweig geradeaus und ehemals nach rechts |                      | nach North Dock Goods                        | nach North Dock Goods                        |
| Haltepunkt / Haltestelle |                      | Sandhills                                    | Sandhills                                    |
| Abzweig geradeaus und ehemals nach rechts |                      | nach Great Howard Street Goods               | nach Great Howard Street Goods               |
| Abzweig ehemals geradeaus und nach rechts |                      | nach Moorfields                              | nach Moorfields                              |
| Kopfbahnhof Streckenende (Strecke außer Betrieb) |                      | Liverpool Exchange                           | Liverpool Exchange                           |

Die Liverpool, Crosby and Southport Railway (LC&SR) ist eine englische Bahngesellschaft, die eine Bahnstrecke zwischen dem Liverpooler Bahnhof Sandhills und Southport betrieb. Der Bau wurde durch das Parlament am 2. Juli 1847 genehmigt. Eröffnet wurde die Strecke am 24. Juli 1848 mit einer temporären Endstation in Waterloo.

## Geschichte
Die Bahnstrecke wurde am 13. Mai 1850 von Waterloo nach Liverpool Tithebarn Street/Liverpool Exchange verlängert. Diese Doppelbezeichnung des Bahnhofes wurde später in Liverpool Exchange Station geändert. Die Endstation in Southport war zunächst an der Eastbank Street, bevor der dortige Bahnhof geschlossen wurde und der heutige Bahnhof an der Chapel Street am 22. August 1851 eröffnet wurde.
Die Bahngesellschaft wurde am 14. Juni 1855 von der Lancashire and Yorkshire Railway (LYR) übernommen. Die LYR elektrifizierte die Bahnstrecke mit einer Stromschiene, deren Betrieb am 5. April 1904 startete. Die LYR wurde zum 1. Januar 1922 mit der London and North Western Railway vereinigt, die schließlich mit dem Railway Act 1921 im Jahr 1923 in die London, Midland and Scottish Railway überführt wurde. 
Im Rahmen der Streckenstilllegungen des Beeching-Planes in den 1960er Jahren war auch diese Strecke für die Einstellung vorgesehen. 1978 wurde sie in das Merseyrail-Streckennetz innerhalb der Northern Line integriert, wobei der Betrieb bis zur Privatisierung 1995 durch British Rail abgewickelt wurde. Der aktuelle Betreiber ist das Serco-Abellio-Konsortium, das die Strecke seit 2003 im Auftrag von Merseyrail betreibt.